# Chris de Vos
Christiaan Wilhelm Frederik (Chris) de Vos (Amsterdam, 16 september 1870 – Amsterdam, 14 februari 1949) was een Nederlands tenor.
Hij was zoon van Geertrui Florentina Hullard en schoenmaker Jan de Vos. Hijzelf trouwde in 1899 met Anna Wilhelmina Bleij, die piano speelde. Het echtpaar woonde een aantal jaren in Den Haag, maar kwam in 1933 weer in Amsterdam en vestigde zich aan de Palestrinastraat 15, vernoemd naar componist Giovanni Pierluigi da Palestrina. Voor zover bekend kreeg het echtpaar drie kinderen. Dochter Siegfrieda de Vos (geboren Antwerpen, 1913, vader zong regelmatig de rol Siegfried) haalde haar examen pianospel bij Everhard van Beynum aan het Haags conservatorium met de Fock-medaille en werd onder de vleugels van haar vader muzieklerares. Ze zou tot in de jaren zestig zangers begeleiden.
Chris de Vos begon na de lagere school en tekenschool van de Maatschappij voor den Werkenden Stand als decoratieschilder te werken. Hij moest vervolgens voldoen aan zijn dienstplicht (huzaar bij het 3e regiment huzaren in Den Haag, scherpschutter en schermmeester). Hij werd door medesoldaten daar gevraagd liedjes te zingen. Dat zingen bracht hem verder.
De Vos zong op een bruiloft en daar was ook musicus Fred. J. Roeske aanwezig. Die zag wel wat in de zanger en nam hem in 1894 onder zijn hoede. Hij was tussen 1894 en 1903 verbonden aan de Nederlandsche Opera van Cornelis van der Linden, alwaar hij in eerste instantie in het koor zong, maar later de kleinere rollen vervulde. Dat bedrijf stelde hem een beurs ter beschikking zodat hij zangles kon nemen bij Cornelie van Zanten. In die tijd kreeg hij ook les van Cateau Esser. Daarop volgden betere rollen zoals Walther in Tannhäuser van Richard Wagner. Hij bleef 35 jaar verbonden aan die Nederlandse Opera (in 1903 ter ziele), Amsterdamsch Lyrisch Tooneel (1903-1904). Dirigent Peter Raabe van het Lyrisch Tooneel maakte Gustav Mahler attent op de zanger. Vervolgens kon De Vos in 1904/1905 met Savage-Passifal & Co/Savage Opera Company een tournee door de Verenigde Staten verzorgen waarbij in meer dan 35 steden de rol van Parsifal in de gelijknamige opera van Wagner zong. Bij terugkomst verbond hij zich in 1905 aan de Koninklijke Vlaamse Opera (1905-1914) en zong in Duitsland en Frankrijk. Het uitbreken van de Eerste Wereldoorlog maakte daar een abrupt eind aan. Hij zong verder bij Nederlandsche Opera van Gerhardus Hendricus Koopman en Désiré Pauwels; hij werkte daar ook samen met Henri Engelen als artistiek leider. Ook bij andere gezelschappen zoals Co-Opera-tie, Hollandsche Opera en de Franse Opera in Theater Carré was hij actief.
Als zanger werd zijn naam in één adem genoemd met Jos Orelio, Jacques Urlus, Désiré Pauwels en Cato Engelen-Sewing. 
Hij was enige jaren programmaleider bij de Hilversumsche Draadlooze Omroep (HDO) en AVRO; hij leidde er zogenaamde radio-opera’s.
Hij werd begraven op Begraafplaats Vredenhof.